# Малая Юръяха
Малая Юръяха — река в России, течёт по территории городского округа Усинск в Республике Коми. Устье реки находится на высоте 69 м над уровнем моря в 130 км по левому берегу Юръяхи. Длина реки составляет 57 км. В верхнем течении пересекает озеро Малое Юроватое. Притоки: Комавож, Лебяжья.

## Данные водного реестра
По данным государственного водного реестра России относится к Двинско-Печорскому бассейновому округу, водохозяйственный участок реки — Печора от впадения реки Уса до водомерного поста Усть-Цильма, речной подбассейн реки — бассейны притоков Печоры ниже впадения Усы. Речной бассейн реки — Печора.
Код объекта в государственном водном реестре — 03050300112103000073935.